# Magnolia lanuginosoides
Magnolia lanuginosoides là một loài thực vật có hoa trong họ Magnoliaceae. Loài này được Figlar & Noot. mô tả khoa học đầu tiên năm 2004.